# Boubacar Hanne
Boubacar Rafael Neto Hanne, noto semplicemente come Boubacar Hanne (Paços de Ferreira, 26 febbraio 1999), è un calciatore portoghese, centrocampista dell'Al-Mesaimeer.

## Caratteristiche tecniche
È un centrocampista offensivo.

## Carriera
Cresciuto nel Paços Ferreira, nel 2017 passa al Wolverhampton che lo inserisce nel proprio settore giovanile. Dopo una stagione viene ceduto in prestito al Jumilla in Segunda División B, dove colleziona 33 presenze segnando 5 reti; rientrato in Inghilterra, trascorre i primi sei mesi con la formazione U-23 dei Wolves per poi essere girato in prestito al Grasshoppers, dove però non riesce a debuttare.
Nell'agosto 2020 si trasferisce a titolo definitivo al Gil Vicente con cui firma un contratto triennale.

## Statistiche
Statistiche aggiornate al 20 gennaio 2021.

### Presenze e reti nei club
| Stagione        | Squadra            | Campionato      | Campionato | Campionato | Coppe nazionali | Coppe nazionali | Coppe nazionali | Coppe continentali | Coppe continentali | Coppe continentali | Altre coppe | Altre coppe | Altre coppe | Totale | Totale | Totale |
| Stagione        | Squadra            | Comp            | Pres       | Reti       | Comp            | Pres            | Reti            | Comp               | Pres               | Reti               | Comp        | Pres        | Reti        | Pres   | Reti   |        |
| --------------- | ------------------ | --------------- | ---------- | ---------- | --------------- | --------------- | --------------- | ------------------ | ------------------ | ------------------ | ----------- | ----------- | ----------- | ------ | ------ | ------ |
| 2018-2019       | Estudiantes Murcia | TD              | 1          | 0          | CR              | 0               | 0               |                    | -                  | -                  |             | -           | -           | 1      | 0      |        |
| 2018-2019       | Jumilla            | SDB             | 33         | 5          | CR              | 0               | 0               |                    | -                  | -                  |             | -           | -           | 33     | 5      |        |
| 2020-2021       | Gil Vicente        | PL              | 4          | 0          | CP              | 2               | 0               |                    | -                  | -                  |             | -           | -           | 6      | 0      |        |
| Totale carriera | Totale carriera    | Totale carriera | 38         | 5          |                 | 2               | 0               |                    | -                  | -                  |             | -           | -           | 40     | 5      |        |